# Choosing Joi
Choosing Joi is de dertiende aflevering van het vijfde seizoen van de televisieserie ER, die voor het eerst werd uitgezonden op 4 februari 1999.

## Verhaal
Ricky Abbott keert terug naar de SEH  met zware pijnklachten. Hierop besluit dr. Ross om zijn moeder apparatuur mee te geven zodat zij thuis morfine kan toedienen aan haar zoon tegen de pijn.
Dr. Corday besluit niet mee te werken aan de aanklacht tegen dr. Romano wegens seksuele intimidatie tegen dr. Doyle. Dr. Romano heeft haar geadviseerd dit te doen, als zij door zou gaan dan zou hij de vroegere relatie tussen haar en dr. Benton openbaar maken. Dr. Weaver eist nu van dr. Romano dat hij een goede cv  maakt voor dr. Doyle.
Het nieuwe hoofd van de SEH wordt bekendgemaakt, het is dr. Romano.
Dr. Greene behandelt een conciërge uit Nigeria voor rugpijn en erectiestoornis, hij ziet vele oude verwondingen bij hem en vermoedt dat hij in het verleden gemarteld werd.
Dr. Carter ontdekt bij toeval dat een medisch student waarschijnlijk lijdt aan de ziekte van Hodgkin.
De SEH wordt overspoeld door veel honden als hun baasje opgenomen moet worden in het ziekenhuis. De verpleegsters zijn vastbesloten om tijdelijk onderdak te vinden voor de honden.
Dr. Weaver zet haar speurtocht door naar haar biologische ouders.

## Rolverdeling

### Hoofdrollen
- Anthony Edwards - Dr. Mark Greene
- George Clooney - Dr. Doug Ross
- Noah Wyle - Dr. John Carter
- Eriq La Salle - Dr. Peter Benton
- Laura Innes - Dr. Kerry Weaver
- Alex Kingston - Dr. Elizabeth Corday
- Jorja Fox -Dr. Maggie Doyle
- Paul McCrane - Dr. Robert Romano
- Scott Jaeck - Dr. Steven Flint
- John Aylward - Dr. Donald Anspaugh
- Tom Gallop - Dr. Roger Julian
- Kellie Martin - Lucy Knight
- Julianna Margulies - verpleegster Carol Hathaway
- Ellen Crawford - verpleegster Lydia Wright
- Conni Marie Brazelton - verpleegster Connie Oligario
- Deezer D - verpleger Malik McGrath
- Dinah Lenney - verpleegster Shirley
- Brian Lester - ambulancemedewerker Brian Dumar
- Abraham Benrubi - Jerry Markovic
- Kristin Minter - Randi Fronczak

### Gastrollen (selectie)
- Barbara Tarbuck - Alice Presley
- Roger Eschbacher - Richard Tuggle
- Dale Godboldo -  Hiltzik
- David Hornsby - Strauss
- Steven Petrarca - Dudzik
- Djimon Hounsou - Mobalage Ikabo
- Akosua Busia - Kobe Ikabo
- Valerie Mahaffey - Joi Abbott
- Kyle Chambers - Ricky Abbott
- Devyn LaBella - Celia Abbott